# جامعة ساسكس

شعار الجامعة

جامعة ساسكس (أو جامعة ساسيكس) (University of Sussex) هي جامعة بحثية البريطانية في شرق ساسكس قرب قرية فالمر ومدينة برايتون.
وهي من بين الجامعات البريطانية التي تأسست في فترة الستينيات من القرن العشرين، وهي أحد الأعضاء في مجموعة 1994 للجامعات البحثية المرموقة الصغيرة الحجم في بريطانيا. وقد تلقت جامعة ساسيكس الميثاق الملكي في شهر آب من العام 1961. وقد ارتبط اسم الجامعة بحركة التغيير الاجتماعي التي رافقت الفترة التاريخية ما يعد الحرب العالمية الثانية وأصبح علماً على الراديكالية واليسارية.
وتصنف الجامعة بين أفضل جامعات بريطانيا وتعرف الجامعة للعلوم الاجتماعية والإنسانية حيث تصنف في المرتبة ال 39 في العالم ويصنف اختصاص دراسات التنمية فيها في المرتبة الأولى في العالم
تحمل ساسكس بين أعضاء هيئة التدريس فيها ثلاث فائزين بجائزة نوبل، و 15 من زملاء الجمعية الملكية، و 9 من زملاء الأكاديمية البريطانية، و 23 من زملاء أكاديمية العلوم الاجتماعية، ومن بين مدرسيها من حاز على جائزة كرافورد.و بحلول عام 2011، حصل العديد من أعضاء هيئة التدريس على جائزة أدب الجمعية الملكية، ووسام الإمبراطورية البريطانية وجائزة بانكروفت.
و من خريجيها فاثزين بجائزة نوبل وعدد من رؤساء الدول وسياسي المملكة المتحدة ومسؤولي الامم المتحدة كناثبه امين عام الامم المتحدة ريبيكا غرينسبان والشخصيات الاعلامية والاجتماعية كالمديرة العامة لشركة البي بي سي BBC الاعلامية.
كما تعرف الجامعة لعدد من مراكز الابحاث الموجودة فيها مثل مركز صناعة السياسة العلمية البحثي المصنف على انه 3 أفضل مركز بحثي لصناعة السياسات العلمية في العالم
أما فيما يتعلق بموقع الجامعة الجغرافي، فإنها تتميز بكونها الجامعة الوحيدة في المملكة المتحدة التي تقع بشكل كامل ضمن منطقة مصنفة على انها منطقة ذات جمال طبيعي متميز. ويقع حرم الجامعة الذي صممه السيد باسل سبينس في قرية فالمر بمحاذاة محطة قطار القرية. وتتميز الأبنية في هذه الجامعة من الناحية المعمارية حيث حصل عدد منها على جوائز للإبداع المعماري في بريطانيا.

## وصلات خارجية
- الموقع الرسمي للجامعة